# Kenneth Starr
Kenneth Winston "Ken" Starr, född 21 juli 1946 nära Vernon, Texas, död 13 september 2022 i Houston, Texas, var en amerikansk jurist och under en period domare i federal appellationsdomstol. 
Starr är mest känd för att ha varit utsedd som den oberoende åklagare (engelska: independent counsel) som utredde Lewinskyaffären som involverade USA:s president Bill Clinton. Starr utsågs tillsammans med Clinton 1998 till Person of the Year av Time.
Han var rektor vid Baylor University i Waco, Texas 2010–2016.